# Embraer 190
L'Embraer E-190 è un aereo di linea regionale con turbina sviluppato dall'azienda aeronautica brasiliana Embraer nei primi anni duemila, caratterizzato da una capacità tra 94 e 114 passeggeri.
Si tratta di una versione allungata del modello Embraer E-170, con cui ha il 90% dei componenti in comune, tanto che la certificazione per pilotare l'E-170 e l'E-190 è la stessa. Equipaggiato con un'ala più grande ed un motore più potente, il turbofan GE CF34-10E della General Electric, che lo portano ad avere una maggiore capacità di carico e tangenza operativa rispetto al cugino minore.
Il suo nome originale era ERJ-190 (Embraer Regional Jetliner), successivamente modificato in E-190 per evitare che questi modelli fossero associati solo all'aviazione regionale.
Con i suoi 100 posti e la sua avionica avanzata si colloca nella stessa categoria dei Boeing 717-200 e 737-600, degli Airbus A318-100 e A220, e dei Bombardier CRJ900/CRJ1000.

## Storia del progetto
Il progetto fu lanciato a Parigi il 14 giugno 1999, il primo volo avvenne nel marzo 2004.
Nel settembre del 2005 ricevette la certificazione da parte della Federal Aviation Administration; il primo acquirente fu la compagnia aerea low cost JetBlue Airways, la quale ne ordinò più di 100 esemplari con un'opzione per altri 100, diventando ad oggi il maggior operatore con questo modello ed il responsabile del suo successo.
La compagnia ecuadoriana TAME e la compagnia panamense Copa Airlines furono le prime compagnie sudamericane ad acquisire il modello, seguite dalla colombiana AeroRepública e dall'ultima in ordine di arrivo, la salvadoregna Taca, che nell'ottobre del 2007 annunciò l'acquisizione di 11 esemplari.
Ad ottobre 2007 ne sono stati consegnati 99 esemplari, con ordinativi all'Embraer per altri 391 e 432 opzioni d'acquisto.
A dicembre 2010 Alitalia decise di ordinare 20 esemplari (di cui 15 E-175) per ampliare la propria flotta incrementando il numero di jet per il trasporto regionale, essendone rimasta sprovvista dopo la privatizzazione di Alitalia in CAI.
Interessante notare che dall'E-190 abbia preso il via lo sviluppo del programma militare KC-390, relativo ad un nuovo aereo da trasporto tattico per la Força Aérea Brasileira.
Il 23 maggio 2016 ha volato per la prima volta la nuova versione dell'Embraer 190, l'Embraer 190-E2, che ha preso poi servizio con Widerøe nell'aprile 2018.

## Impiego operativo

### Incidenti
- Luglio 2007: un E-190 della compagnia AeroRepública non è riuscito a decollare dalla pista dall'aeroporto Simón Bolívar di Santa Marta in Colombia, finendo la sua corsa nella vicina spiaggia. Il volo contava una cinquantina di passeggeri, 9 dei quali sono rimasti feriti.
- Agosto 2010: un Embraer 190 della compagnia Hainan Airlines con 91 passeggeri è andato lungo durante l'atterraggio nell'aeroporto della città di Yichun, nella provincia nordorientale cinese di Heilongjiang.
- Giugno 2012: un E-190 della compagnia Tianjin Airlines, decollato dall'Aeroporto di Hotan alla volta di Ürümqi e con a bordo 86 passeggeri e 9 membri dell'equipaggio, venne dirottato da un commando di 6 terroristi islamici di etnia uigura, in seguito scongiurato dai passeggeri e da agenti della sicurezza. L'aereo ritornò a Hotan sano e salvo e nella ribellione morirono 2 dei 6 dirottatori (questi ultimi catturati dalle forze dell'ordine), mentre i feriti furono 11 (7 passeggeri, 2 membri dell'equipaggio e 2 agenti della sicurezza).
- 29 novembre 2013: un E-190 della LAM Linhas Aereas de Mocambique, registrazione C9-EMC e operante il volo TM-470 da Maputo (Mozambico) a Luanda (Angola) con 27 passeggeri e 6 componenti dell'equipaggio, è precipitato nel territorio del Bwabwata National Park (Namibia). Non vi sono stati superstiti. L'aereo era stato consegnato nel 2012 e sottoposto ai regolari controlli periodici il giorno prima del disastro. Dalla scatola nera è poi risultato che il comandante del velivolo ha intenzionalmente causato la tragedia.
- 31 luglio 2018: un E-190 della compagnia Aeroméxico con 101 persone a bordo non è riuscito a decollare dalla pista dell'aeroporto di Victoria de Durango in Messico. Nell'incidente vi sono stati 85 feriti e nessuna vittima.
- 25 dicembre 2024: un E-190 della compagnia Azerbaijan Airlines marche 4K-AZ65 operante il volo Azerbaijan Airlines 8243 sulla tratta Baku-Grozny si è schiantato al suolo durante un tentativo di atterraggio di emergenza nei pressi dell'aeroporto Kazako di Aktau dopo che sarebbe stato accidentalmente colpito in Cecenia dai pezzi di un missile terra-aria russo esploso a poca distanza. Delle 67 persone presenti a bordo 29 sono sopravvissute.

## Utilizzatori

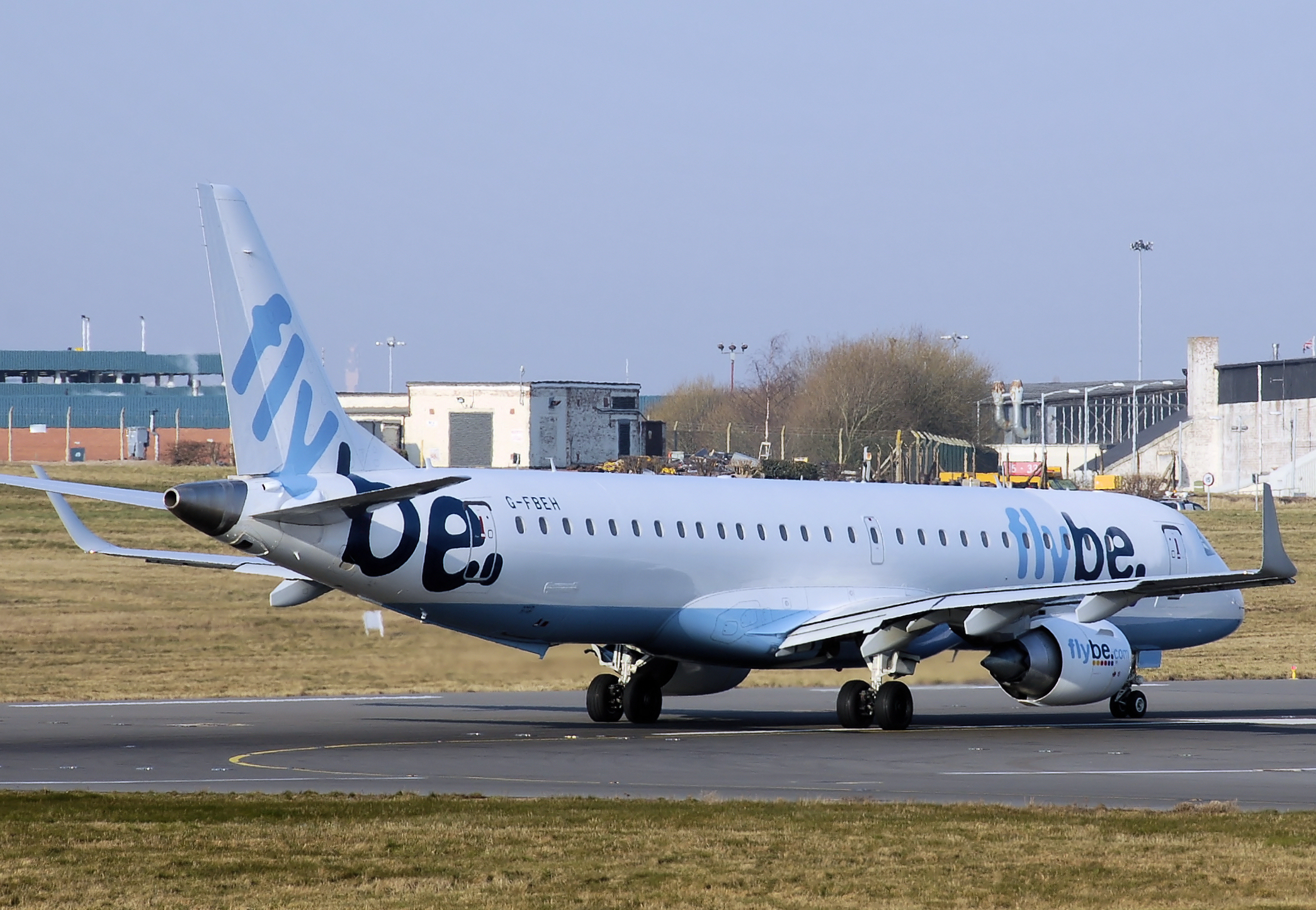
Flybe E-195 rulla all'Aeroporto di Birmingham, Inghilterra

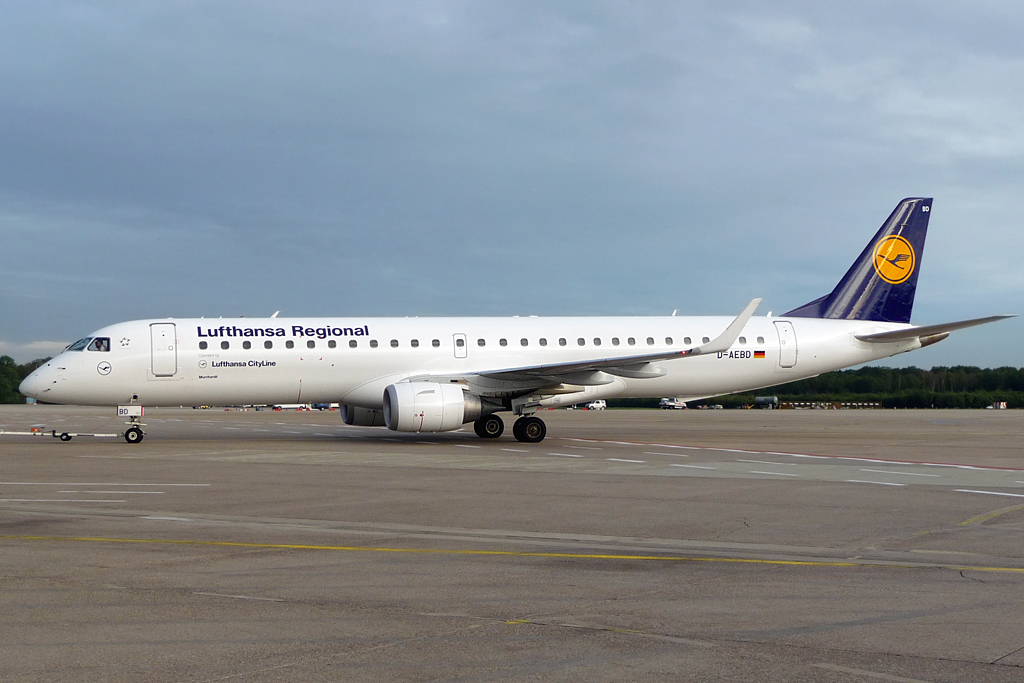
E-195 di Lufthansa CityLine al Cologne Bonn Airport, Germania

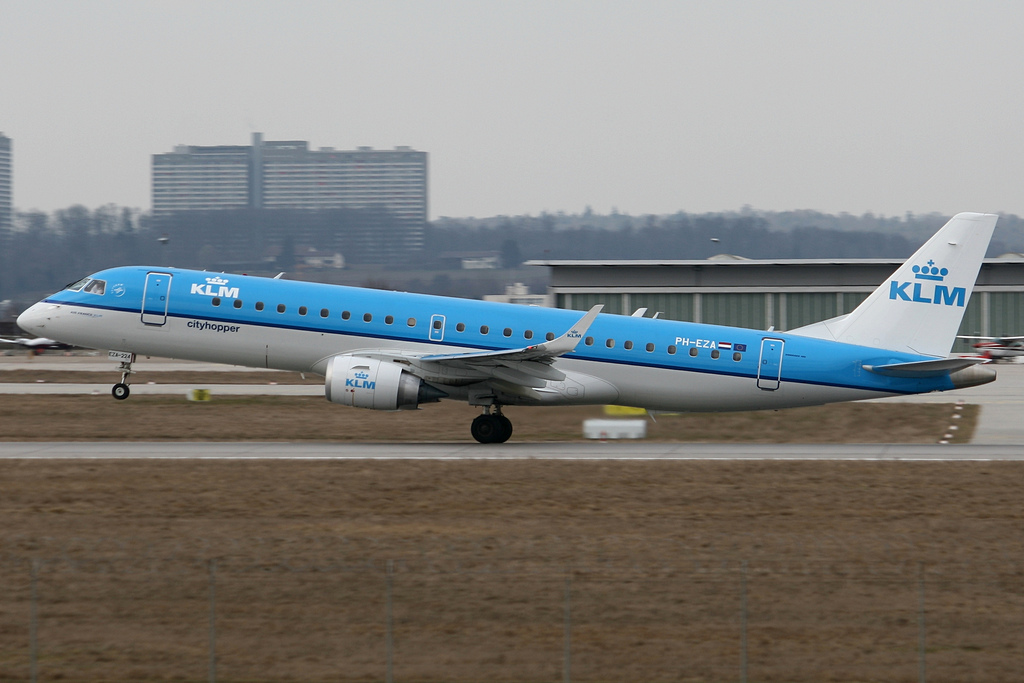
E-190 di KLM Cityhopper

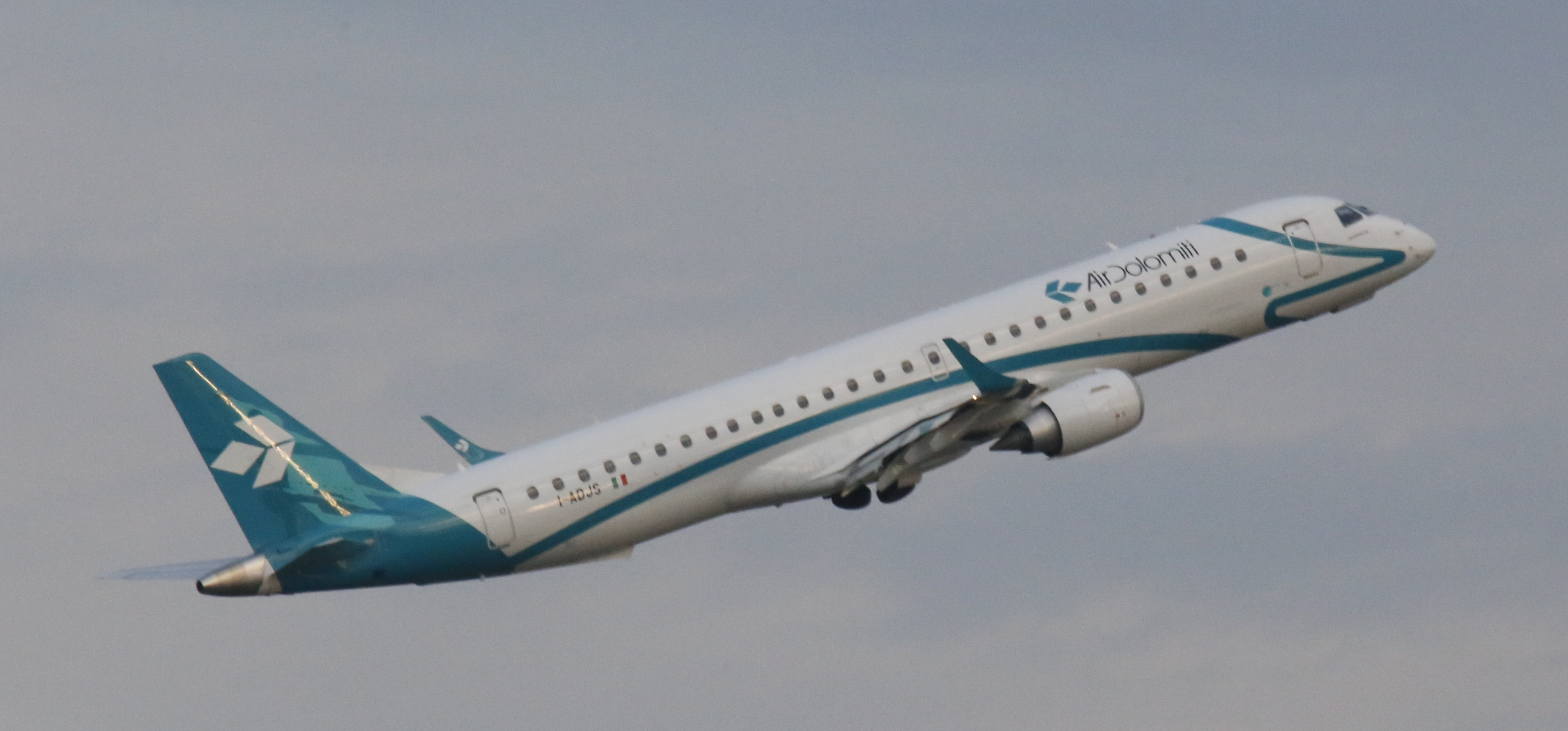
Embraer ERJ190-200LR di Air Dolomiti in fase di decollo dall'aeroporto di Firenze

Al settembre 2021, dei 582 esemplari consegnati (di 190 e 190-E2), 496 sono operativi.

### Civili
Gli utilizzatori principali (di 190 e 190-E2) sono:
- JetBlue Airways (60 esemplari)
- Aeroméxico Connect (47 esemplari)
- KLM Cityhopper (32 esemplari)
- Tianjin Airlines (32 esemplari)
- Aerolíneas Argentinas (26 esemplari)
- BA CityFlyer (23 esemplari)
- GX Airlines (17 esemplari)
- HOP! (17 esemplari)
- Airlink (16 esemplari)
- Conviasa (16 esemplari)
- Kenya Airways (15 esemplari)
- J-Air (14 esemplari)
- Alliance Airlines (12 esemplari)
- Finnair (12 esemplari)
- Helvetic Airways (12 esemplari)
- Breeze Airways (10 esemplari)
- Colorful Guizhou Airlines (9 esemplari)
- Lufthansa CityLine (9 esemplari)
- TAP Express (9 esemplari)
- Buta Airways (8 esemplari)
- Amaszonas (6 esemplari)
- Hebei Airlines (6 esemplari)
- Pegas Fly (6 esemplari)
- Air Astana (5 esemplari)
- Air Dolomiti (Lufthansa Group) (15 esemplari)
- Aeroitalia (1 esemplare)

### Militari
Gli utilizzatori sono
- Força Aérea Brasileira (2 esemplari)
- Governo del Venezuela (1 esemplare)